# Jdeideh - Bauchrieh - Sed el Bauchrieh
Jdeideh - Bauchrieh - Sed el Bauchrieh è un  comune (municipalité) del Libano situato nel distretto di al-Matn, governatorato del Monte Libano.